# Región Autónoma de la Costa Caribe Sur
La Región Autónoma de la Costa Caribe Sur (abreviada RACCS, antes conocida como Región Autónoma del Atlántico Sur, RAAS) es una región autónoma de Nicaragua. Su cabecera regional autónoma es Bluefields. El municipio más poblado es Nueva Guinea, es la tercera entidad subnacional más grande de Centroamérica después del departamento de Petén en Guatemala y la Región Autónoma de la Costa Caribe Norte. Los idiomas oficiales son: el Español (lengua nacional) junto con las lenguas regionales Kriol, Garífuna, Rama, Sumo y Misquito.

## Geografía
Posee una extensión territorial de 27,260 km² siendo la tercera entidad subnacional más grande en Centroamérica por territorio, después del departamento de Petén en Guatemala y la Región Autónoma de la Costa Caribe Norte. 
El archipiélago Cayos Perlas también forma parte de la Región Autónoma de la Costa Caribe Sur pero pertenece principalmente al municipio de Laguna de Perlas.

## Historia

### Colonización Española
El 12 de septiembre de 1502, Cristóbal Colón llega al litoral Caribe de Nicaragua, en el punto del Cabo Gracias a Dios, luego bordeó la costa hasta la desembocadura del llamado Río del Desastre (Río Grande de Matagalpa).
El cronista Gonzalo Fernández de Oviedo, primero, y Ephraim George Squier después, llamaron Caribisis" o "Caribises" que significa "salvajes" o "bárbaros", a los pobladores indígenas asentados en esas tierras. En tal denominación se incluye a los Misquitos, Uluas (río Grande de Matagalpa, Karawala), Kukras (Kukra Hill, Kukra River) y otras tribus que se opusieron resistencia tenaz a la Conquista española.

### Asentamientos Ingleses
Los ingleses inician su contacto con la Mosquitia desde el año 1633 cuando el capitán inglés Sussex Cammock, atendiendo orientaciones del Gobernador de la isla de Providencia, Phillip Bell, en Cabo Gracias a Dios, funda una colonia comercial entre los misquitos, denominada en 1644, como "Natividad".
Las primeras asentamientos ingleses surgen en Bluefields y Cabo Gracias a Dios, compuestas de unos pocos blancos, indios y negros en su mayoría. Los ingleses se dedicaron al comercio y la agricultura en las riberas del río Coco y el río Escondido sembrando caña de azúcar y el índigo. Dependían de la mano de obra de los esclavos negros traídos desde Jamaica.

### Incorporación a Nicaragua
Robert Henry Clarence (1872-1908) fue el último Jefe Hereditario Misquito. Aunque fue obligado a dejar su trono por la fuerza, siguió considerado como Rey hasta su muerte. 
El 12 de febrero de 1894, durante la administración de José Santos Zelaya, 350 soldados nicaragüenses al mando del General Rigoberto Cabezas tomaron posesión de la ciudad de Bluefields, mientras la población dormía. Los soldados tomaron los edificios del Gobierno y los archivos de la Reserva de la Mosquitia, y luego izaron la bandera de Nicaragua. 
El Comisionado nicaragüense, General Carlos Lacayo, mencionó que los motivos de ocupar Bluefields era que estaba siendo mal gobernada por negros jamaiquinos. El Rey Robert Henry Clarence y su Gobierno fueron declarados rebeldes. El Rey se instaló con su gabinete en Laguna de Perlas. Luego fue rescatado por los británicos y llevado a bordo de un barco, primero a Limón, Costa Rica, y luego a Jamaica, en donde recibió asilo y pensión por vida. Murió en el Hospital General en Kingston, después de una operación realizada en enero de 1908. En la memoria colectiva local seguía siendo considerado como rey. Clarence deja a su hija, la princesa Icile Clarence viviendo en Laguna de Perlas. Actualmente los descendientes hereditarios del último rey viven en Laguna de Perlas y Corn Island.

### Departamento de Zelaya
Hasta 1986 conformaba conjuntamente con la Región Autónoma de la Costa Caribe Norte y el antiguo departamento de Zelaya.

## Demografía
Con una población de alrededor de 434 mil habitantes según las últimas estimaciones, la región es la sexta más poblada de Nicaragua después de los departamentos de Managua, Matagalpa, Costa Caribe Norte, Jinotega y Chinandega.
| Población histórica de la Región Autónoma de la Costa Caribe Sur | Población histórica de la Región Autónoma de la Costa Caribe Sur | Población histórica de la Región Autónoma de la Costa Caribe Sur |
| Año                                                              | Habitantes                                                       | Fuente                                                           |
| ---------------------------------------------------------------- | ---------------------------------------------------------------- | ---------------------------------------------------------------- |
| 1995                                                             | 272 252                                                          | Censo nicaragüense de 1995                                       |
| 2005                                                             | 306 510                                                          | Censo nicaragüense de 2005                                       |
| 2023                                                             | 434 270                                                          | Estimaciones del INIDE                                           |

Costa Caribe Sur tiene una población actual de 434,270 habitantes. De la población total, el 50% son hombres y el 50% son mujeres. Casi el 45.3% de la población vive en la zona urbana.
Su población pluricultural y multilingüe, es descendiente de pueblos indígenas, inmigrantes afroacaribeños constituyéndola principalmente mestizos (81%), criollos (8.5%) misquitos (6.5%), mayagnas (2%), garífunas (1.5%) y ramas (0.5%).

## División administrativa
La Región Autónoma de la Costa Caribe Sur está dividido administrativamente en doce municipios:
| Municipio                   | Superficie | Población  | Población       |
| Municipio                   | Superficie | Censo 2005 | Estimación 2023 |
| --------------------------- | ---------- | ---------- | --------------- |
| Bluefields                  | 4,775 km²  | 45,547     | 58,633          |
| Corn Island                 | 9.000 km²  | 6,626      | 7,912           |
| Desembocadura de Río Grande | 1,738 km²  | 3,585      | 4,086           |
| El Ayote                    | 831.0 km²  | 12,417     | 20,508          |
| El Rama                     | 3,753 km²  | 52,482     | 59,209          |
| El Tortuguero               | 3,403 km²  | 22,324     | 61,007          |
| Kukra Hill                  | 1,193 km²  | 8,789      | 10,216          |
| La Cruz de Río Grande       | 3,449 km²  | 23,284     | 49,445          |
| Laguna de Perlas            | 1,963 km²  | 10,676     | 22,192          |
| Muelle de los Bueyes        | 1,380 km²  | 22,082     | 24,616          |
| Nueva Guinea                | 2,677 km²  | 66,936     | 79,818          |
| Paiguás                     | 2,089 km²  | 31,762     | 36,628          |

## Clima
La Costa Caribe Sur se caracteriza por ser la más húmeda; aquí la cantidad anual de precipitación se encuentra en el rango de los 2500 mm en su parte Norte, hasta más de 5000 mm en el extremo Sureste. Las cantidades máximas de precipitación, se registran en los meses de julio y agosto y las mínimas entre marzo y abril.

## Política

### Concejo y Gobierno Regional
La Autonomía está enmarcada en el reconocimiento de los derechos históricos de los pueblos indígenas, afrodescendiente y comunidades étnicas que fueron constituidos legalmente en 1987 en los estatutos de la Ley 28 de Autonomía.
A partir de la aprobación de la Ley 28 en octubre de 1987, las Regiones Autónomas iniciaron un proceso de creación, fortalecimiento y desarrollo de la institucionalidad autonómica.
Sus primeros avances se produjeron con la conformación de los Gobiernos Autónomos en ambas Regiones, a través de cinco procesos electorales (1990, 1994, 1998, 2002, 2006, 2010). En este proceso de elecciones regionales se eligen a tres representantes de quince diferentes circunscripciones electorales de cada una de las regiones, para un total de 45 Concejales y dos Diputados Regionales en cada Región Autónoma.
Las Comunidades de la Costa Caribe forman parte indisoluble del Estado unitario e indivisible de Nicaragua y sus habitantes gozan de todos los derechos y deberes que les corresponden como nicaragüenses de acuerdo con la Constitución Política de la República.
Los Consejos Regionales Autónomos de la Costa Caribe representan los órganos fundamentales de la institucionalidad Autonómica y son estructuras políticas y administrativas creadas para garantizar la representación multiétnica desde la celebración de las primeras elecciones regionales autónomas en mayo de 1990.
El ordenamiento jurídico del régimen de Autonomía de la Costa Caribe se fundamenta en la Constitución Política, el Estatuto de Autonomía y su Reglamento, la Ley de Régimen Especial de las Tierras Comunales Indígenas, así como otra legislación secundaria aprobada en los últimos diez años. Los Consejos Regionales están integrados por cuarenta y cinco miembros pertenecientes a los distintos grupos étnicos presentes en las Regiones, y son elegidos por voto
universal, libre y directo por el pueblo.
El 10 de enero de 2007, en Nicaragua, dio inicio un nuevo Modelo que pretendía traer bienestar y autonomía de la población; el Modelo Socialista, el cual centralizo el poder en las comunidades y ha perjudicado el bienestar común de las regiones del Caribe.

## Himno[5]
Himno de la Autonomía
Entonemos hermanos costeños
El canto de amor y de paz
Que vibra y llena mi tierra
Con sueño, trabajo, lealtad y dignidad
Los signos de nuestra hermandad.
Nuestro grito de júbilo se alce
Por encima de todo dolor
Sudor cual roce se asiente
Y llene hogares de fruto y de pan
De la vida el retoño vendrá.
Tierra hermosa de ríos y mares
OH cuna de sabios ancianos
Corazón de pueblo costeño
El alma, el nervio de un pueblo inmortal
Tierra virgen, codicia mundial.
Salve hoy, OH raza gloriosa
Te saluda el sol de unidad
Ondean palmas te aclama
¡Salve OH! Costa sagrada y bendita
Tierra virgen, tesoro ancestral.